# Frank XII. von Cronberg

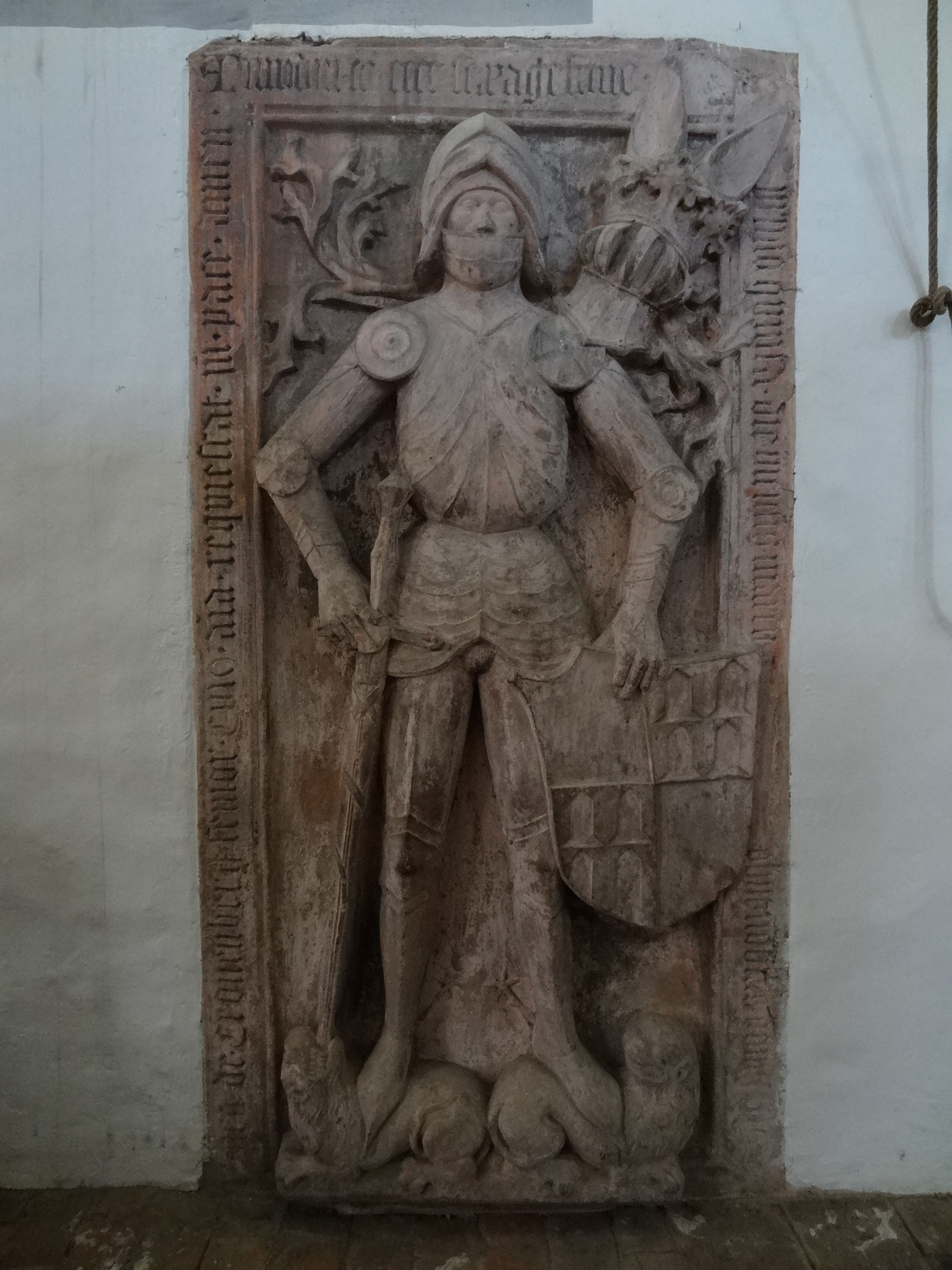
Grabplatte Frank XII. des Reichen

Frank XII. von Cronberg (geboren um 1397/1398; gestorben am 5. März 1461) war ein Mitglied der Adelsfamilie von Cronberg. Er erwarb weitläufige Besitzungen in der Gegend rund um Frankfurt. Er ist bekannter unter den Beinamen Frank der Reiche. Anderslautende Zählweisen führen ihn auch als Frank XI. und Frank IX.

## Leben
Frank XII. war der Sohn von Walter VI. von Cronberg (1367–1400) sowie dessen Frau Elisabeth von Runkel, die er um 1397 in zweiter Ehe geheiratet hatte. Ferner war Frank der Enkel von Frank VIII., welcher den „Ohrenstamm“ der Familie gegründet hatte, sowie der Urenkel von Walter V., der als königlicher Schultheiß in Frankfurt gewirkt hatte und dort einen Cronenbergschen Hof unterhalten hatte.
Für die Jahre 1410 und 1412 ist bekannt, dass der junge Frank als Bannerherr (niedriger Offiziersgrad) in einer Armee des Reichs diente.
Das von Frank XII. ererbte Vermächtnis war bereits beträchtlich; dazu gehörten laut einem Erbteilungsbrief 24 400 Gulden Außenstände, und zwar fast hälftig Schuldbriefe des Mainzer Erzbistums aus der Zeit des Bischofs Gerlach von Nassau. Aus diesem Erbe schlug Frank XII. Kapital: Er fungierte als Geldverleiher und Makler von Ländereien, trieb Rheinzölle ein, und beteiligte sich an Handelsunternehmungen. Zu seinem Pfandgeschäft gehörte es, dass Fürsten in Geldnot ihm Ländereien überließen, und er diese bis zur Auslösung des Pfandes bewirtschaften ließ. Jahrelang hatte er etwa die Pfandhoheit über die Stadt Limburg, die das Erzbistum Trier ihm für 12.000 Gulden überlassen hatte. Franks Reichtum konnte in späteren Jahren mit dem von Angehörigen des höheren Adels konkurrieren. Kaiser Sigismund sprach ihm unter Vorbehalt den Stand eines Grafen zu, den Frank mangels männlicher Nachfahren dann aber nie führen durfte. Frank erwarb im großen Stil Besitzungen und Ortschaften in einem Gürtel nördlich und südlich von Frankfurt. Dazu gehörten Gebiete in der Wetterau zwischen Rödelheim und Friedberg: namentlich Vilbel, Nieder-Wöllstadt, Büdesheim, Ossenheim, Bauernheim, Petterweil, Fauerbach und Assenheim.
1431 trat Frank auf einem Treffen der Gesellschaft mit dem Esel in Erscheinung.
Ab 1432 ist für ihn auch der Beiname „Frank der Alte von Cronenberg“ bekannt, als solcher bezeugte er auch 1440 in Frankfurt die Wahl von Friedrich III. zum römisch-deutschen König. Zwischen 1440 und 1450 stiftete Frank den Bau der Kirche St. Johann in Kronberg. 1451 erwarb er zu seinem Seelenheil eine Urkunde des Johannes Capistranus.
1446 kam es zu einer Strafaktion gegen Raubritter aus Westerburg, zu denen auch ein Cronberger Ritter zählte. Gemeinsam mit dem Erzbischof von Mainz und den Städten Köln und Frankfurt, stellte Frank von Cronberg immerhin ein Fünftel der Streitmacht, die im Laufe der Fehde die Gegend bei Molsberg verwüstete. In zahlreichen weiteren Geschäften der Zeit traten die Stadt Frankfurt und Frank der Reiche als gemeinsame Partei auf; durch den von Walter V. geerbten Cronenberger Hof in Frankfurt hatte Frank auch eine Residenz innerhalb der Stadtmauern.
In Rödelheim, noch innerhalb der Burgfriedensgrenze von Frankfurt, begann Frank der Reiche ab 1446 seine Anteil an einer alten Wehrburg abzureißen und sie dann größer wieder herzurichten, wogegen die Frankfurter Protest erhoben und per kaiserlichem Befehl einen Abbruch der Anlage erzwingen wollten. In Verhandlungen mit der Stadt gelang es Frank jedoch 1448 gütlich, durch Zusicherung von Wegerecht und Besitzanteilen an der Burg an seiner Befestigung festzuhalten. Nach Franks Tod verfiel diese Burganlage mangels Wartung rasch und wurde schon 1550 als „zerfallenes Geschloss zu Rödelheim“ bezeichnet.

## Nachkommen und Erbe
Frank heiratete zu einem nicht genau bekannten Zeitpunkt vor dem März 1415 Katharina von Isenburg (gestorben 21. Dezember 1465). Aus der Ehe ging die Tochter Elisabeth hervor, die entweder am 17. Oktober 1429 oder aber im Jahr 1433 Johann V. Graf von Solms (1419–1457) heiratete. Da Frank XII., selbst der letzte männliche Stammhalter des Kronenberger Ohrenstamms, keine Söhne hatte, starb seine Seitenlinie mit ihm aus.
Zwar starben die Tochter und der Schwiegersohn noch vor Frank selbst, doch der Enkel Kuno von Solms-Lich (gestorben 1477) und dessen Nachkommen erbten 1461 streng nach dem gültigen Erbrecht alle Besitztümer Franks XII, die nicht zum unmittelbaren Cronberger Mannlehen zählten. Ein Jahrhundert später wurden diese Besitzungen in die Grafschaft Solms-Rödelheim überführt.